# Labordia degeneri
Labordia degeneri är en tvåhjärtbladig växtart som beskrevs av Earl Edward Sherff. Labordia degeneri ingår i släktet Labordia och familjen Loganiaceae. Inga underarter finns listade i Catalogue of Life.